# Hyundai Pony

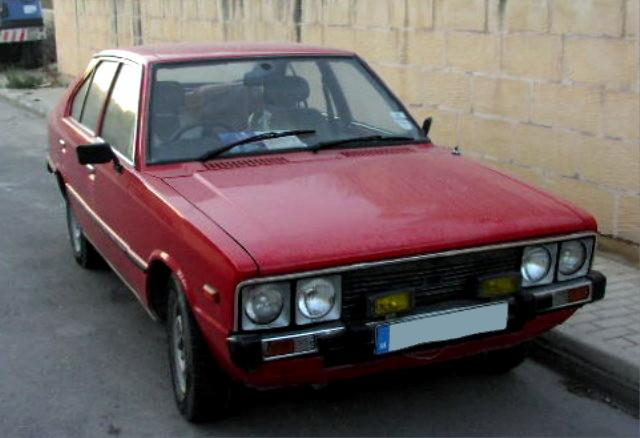
eerste generatie

De Hyundai Pony was de kleine auto die Hyundai Motor Company tussen 1975 en 1994 produceerde.

## Pony I en II (1975-1988)
Omstreeks 1973 werd besloten een eigen Koreaanse auto te gaan ontwerpen en produceren - met exportmogelijkheden. Dat werd de in 1974 in Turijn getoonde Pony. In 1976 werden de eerste complete Pony's aan Zuid-Koreaanse klanten afgeleverd. In datzelfde jaar werd met de export begonnen, Guatemala was het eerste exportland. Voor de eerste eigen auto-ontwikkeling werkte Hyundai samen met George Turnbull, de voormalige directeur van British Leyland die ervaring had met de Morris Marina. ItalDesign - Giugiaro ontwierp de Pony met schuin aflopende achterzijde, Mitsubishi-motoren en -transmissies en door Hyundai zelf vervaardigde Ford Cortina-componenten.
In 1979 kwam de Pony in Nederland en België op de markt, als vierdeurs sedan en vijfdeurs stationwagon. Een pick-up was eveneens leverbaar, desgewenst met polyester huif. In 1981 volgde nog een driedeurs hatchback. Leverbaar waren 1,2 en 1,4 liter motoren.

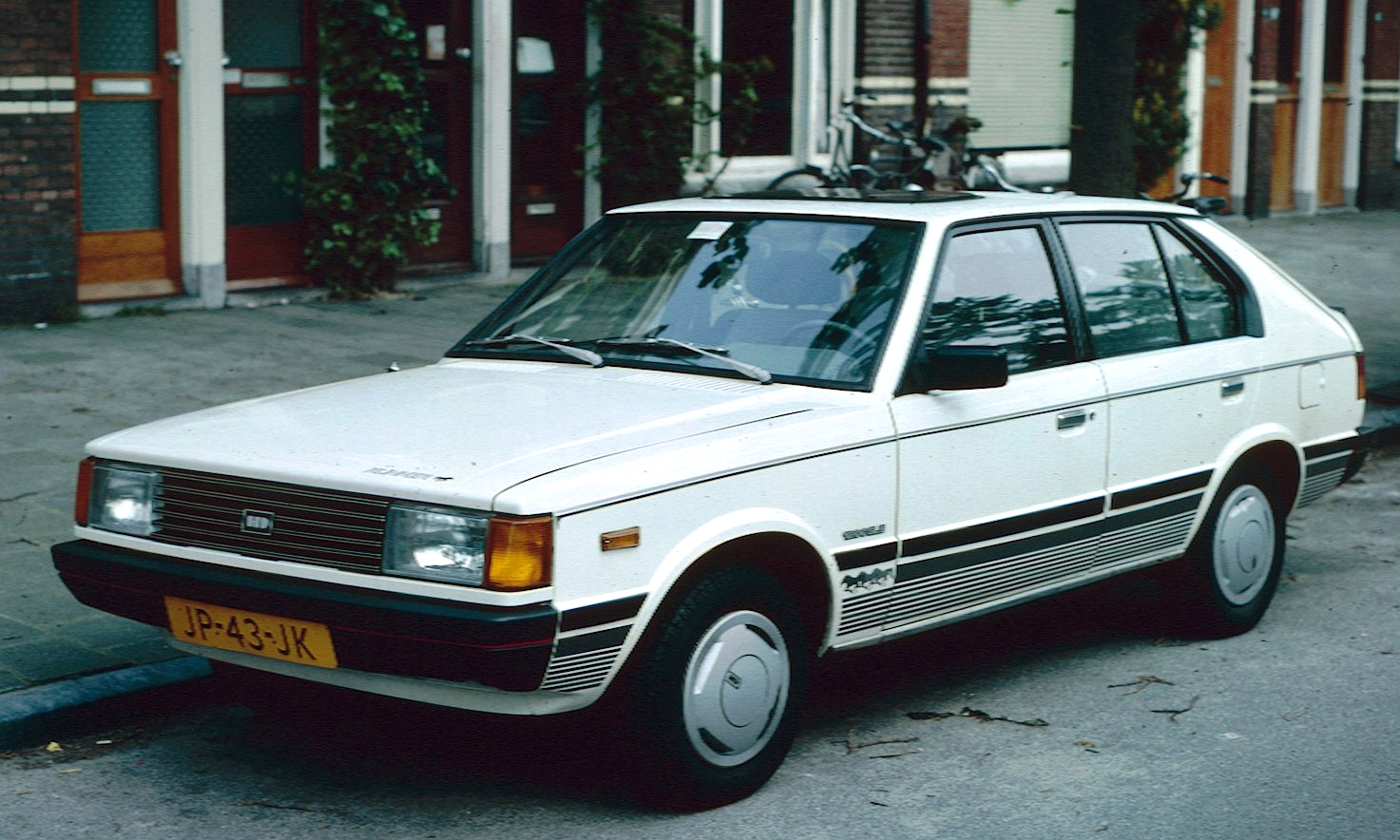
Hyundai Pony II

In januari 1982 werd de herziene Pony II  met een gemoderniseerd uiterlijk gepresenteerd. Deze was uitsluitend verkrijgbaar als vijfdeurs hatchback en tweedeurs pick-up.
De Pony werd beoordeeld als een prijstechnisch gunstige en betrouwbare auto met een matig weggedrag en comfort en een slechte restwaarde.

## Pony XP (X1, 1985-1989)

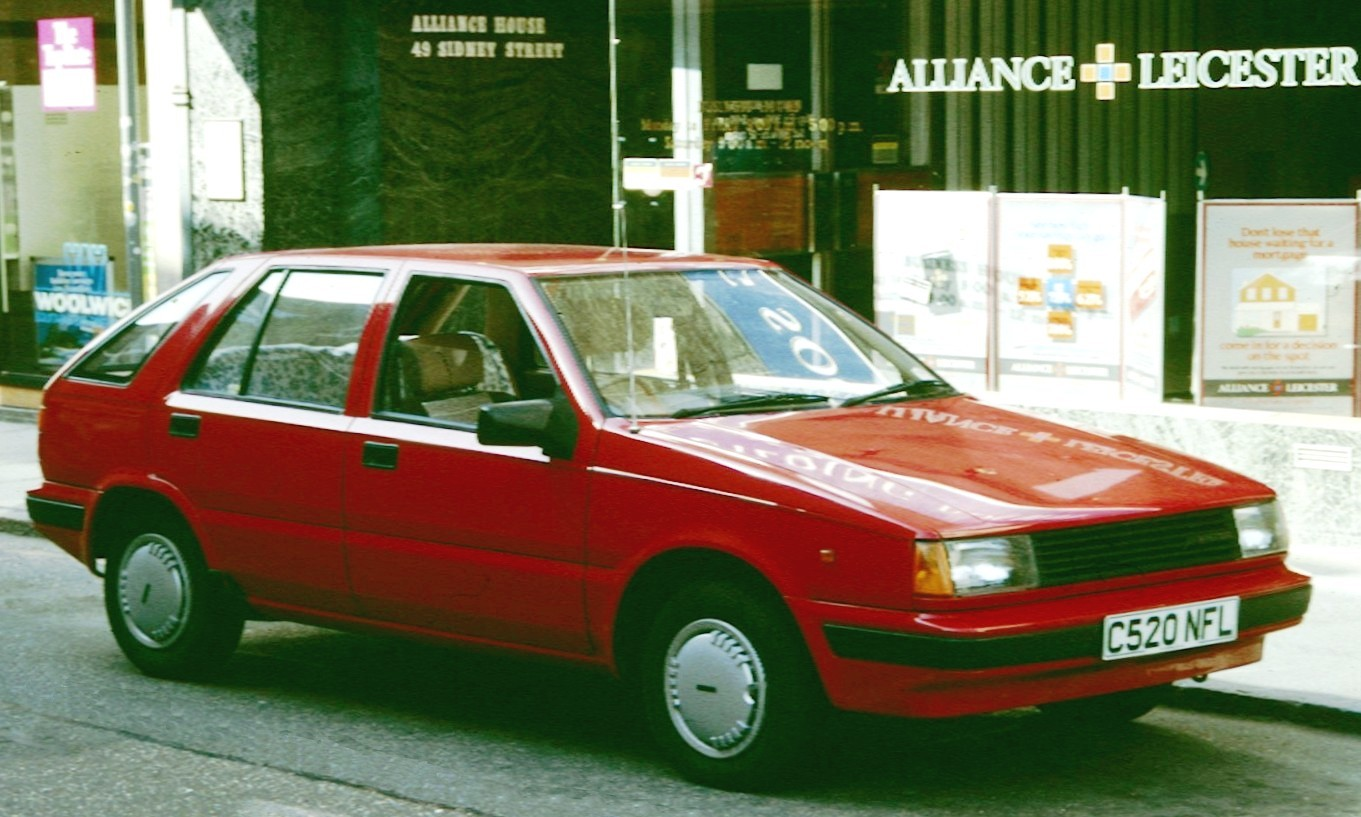
Hyundai Pony XP vijfdeurs

In 1985 werd de reeks opgevolgd door de Pony XP, waarbij in plaats van de achterwielen de voorwielen werden aangedreven. Deze generatie van de Pony werd in sommige delen van de wereld uitgebracht als Hyundai Excel (X1) en in Zuid-Korea als Hyundai Presto.
De carrosserie was wederom een ontwerp van Giorgetto Giugiaro. Aanvankelijk was alleen een vijfdeurs hatchback leverbaar, later volgden een vierdeurs sedan met separate kofferbak en een driedeurs hatchback. Een pick-up en stationwagon waren niet meer leverbaar.
In Nederland werd de Pony XP uitsluitend met een 1,5 liter motor geleverd, in België ook met een 1,3 liter. Om een goede naam op te bouwen besteedde Hyundai enorm veel aandacht aan een goede, effectieve corrosiebestrijding.

## Pony en Excel (X2, 1989-1994)

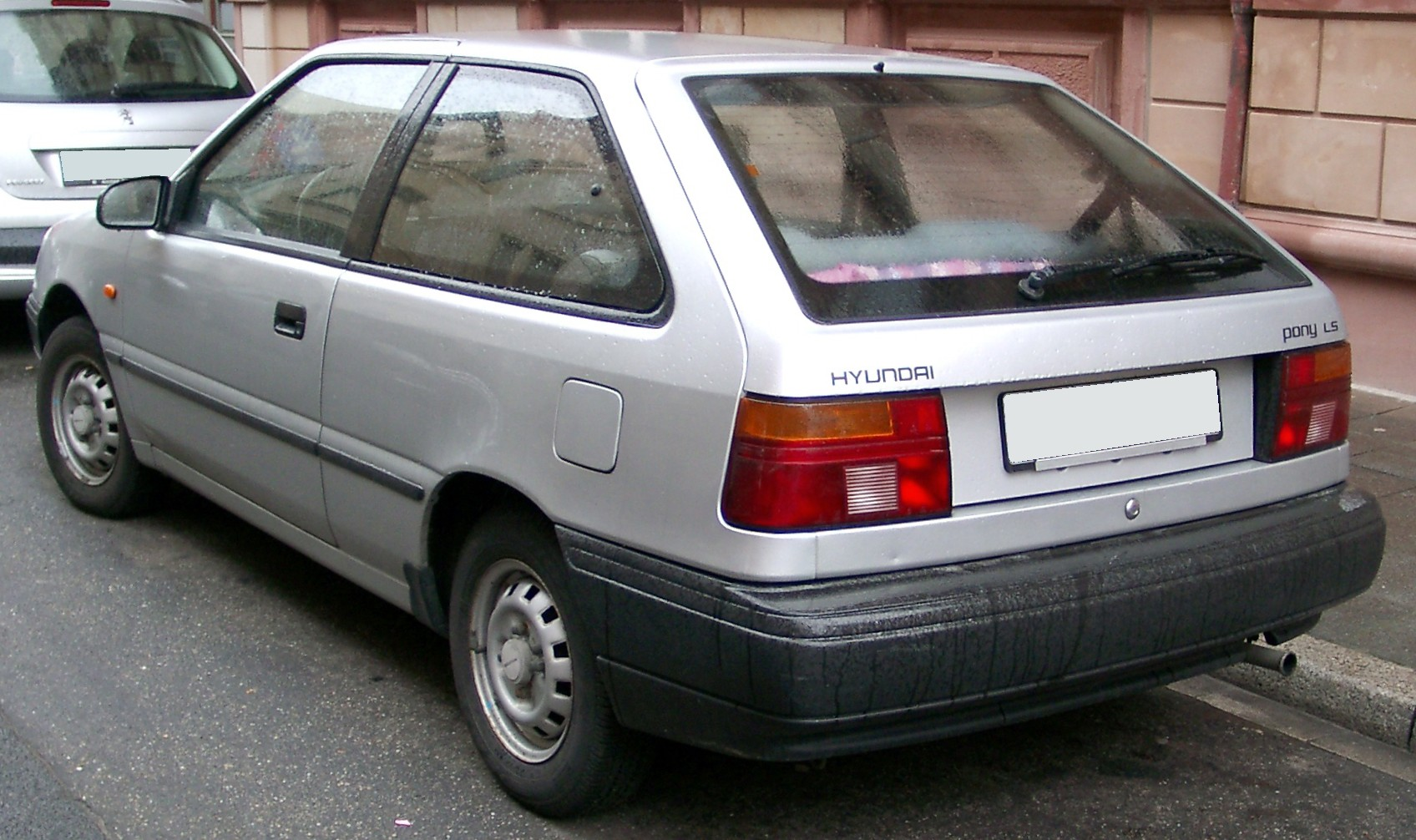
Hyundai Pony driedeurs

Eind 1989 kreeg de vierdeurs sedan nieuw plaatwerk en kreeg deze ook in de Benelux de naam Excel, enkele maanden later kregen ook de drie- en vijfdeurs Pony een nieuwe carrosserie.
De Pony werd daarmee een vrij onopvallende, redelijk moderne middenklasser. De auto had weinig echt sterke punten maar evenmin tekortkomingen, of het moest de beperkte keuze aan motoren zijn. Het beste aankoopargument was de zeer concurrerende prijs.
Na nog een bescheiden facelift voor modeljaar 1992 werden de Pony en Excel in 1994 opgevolgd door de Accent, in Nederland echter weer Excel geheten.
Huidige modellen Nederland en België:
Bayon ·
i10 ·
i20 ·
i30 ·
Inster ·
Ioniq ·
Ioniq 5 ·
Ioniq 6 ·
Kona ·
Kona Electric ·
Nexo ·
Santa Fe ·
Tucson
Overige modellen internationaal:
Accent ·
Grandeur ·
Genesis ·
Eon ·
Equus ·
Porter ·
Sonata ·
Veloster
Uit productie:
Atos ·
Coupe ·
Dynasty ·
Elantra ·
Excel ·
Getz ·
Genesis Coupe ·
i40 ·
ix20 ·
ix55 ·
Lantra ·
Matrix ·
Pony ·
Santamo ·
Scoupe ·
Stellar ·
Terracan ·
Trajet ·
Tucson ·
XG